# Порту-Санту (остров)
Порту-Санту (порт. Porto Santo) — португальский остров, входящий в архипелаг Мадейра. Расположен в 43 км на северо-восток от острова Мадейра в Атлантическом океане. Это самый северный и самый восточный остров архипелага Мадейра. Остров полностью входит в муниципалитет Порту-Санту. Длина острова составляет 11 км, а ширина — 6 км. Население острова в 2011 году составило 5483 человека, а плотность населения — 130,02 чел./км².
Единственный город на острове — Вила-Балейра, также известный как город Порту-Санту. На острове расположен аэропорт, обслуживающий перелёты до Фуншала, который находится всего в 15 минутах лёта. Основная индустрия острова — туризм.

## География

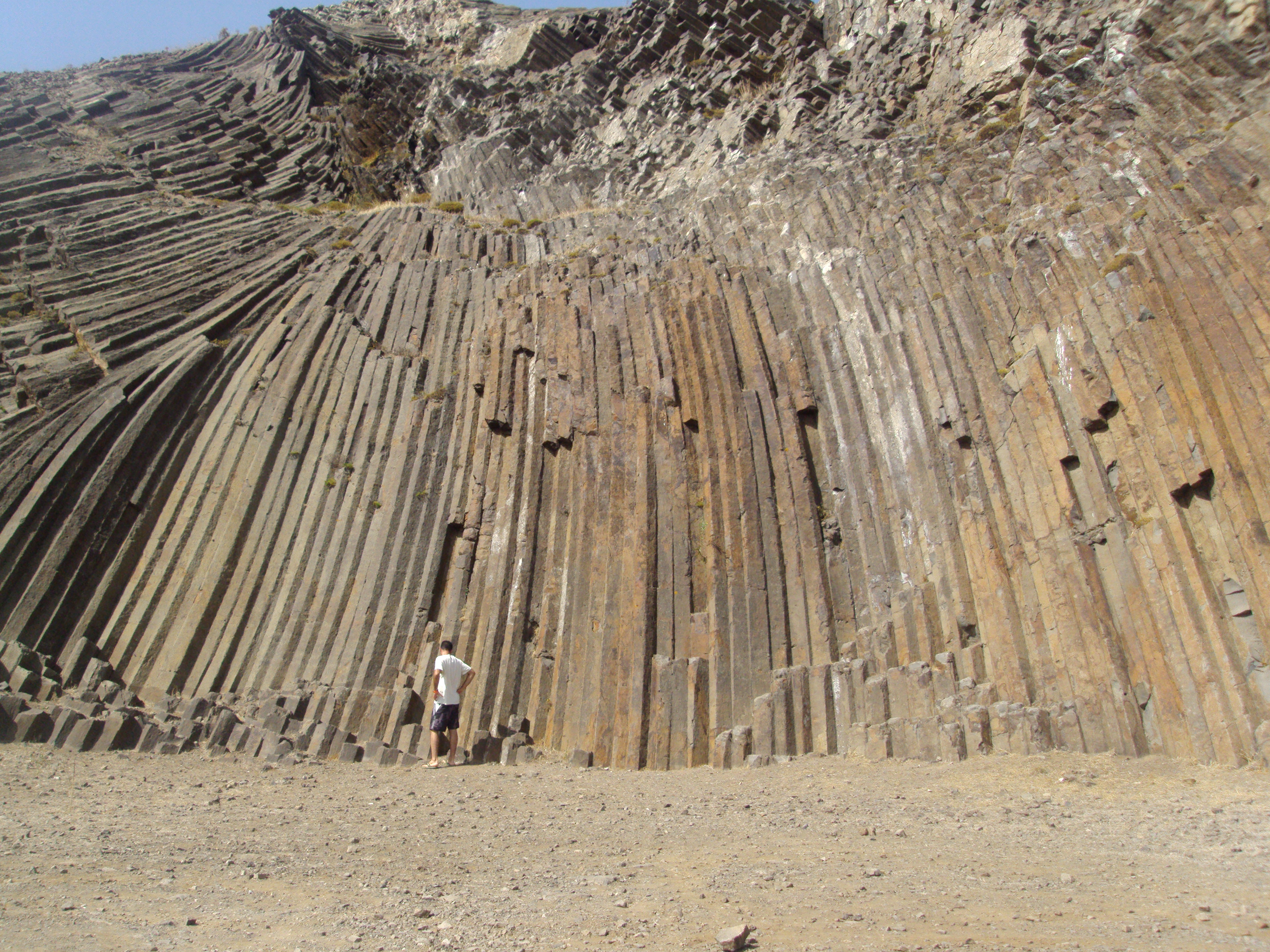
Базальтовые колонны геологического происхождения.

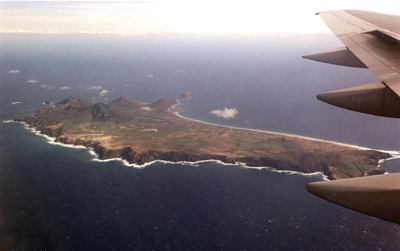
Остров Порту-Санту с воздуха.

Ландшафт острова включает в себя: обрабатываемые земли на юге и в центральной части и длинную прибрежную зону дальше на юг с несколькими пляжами, леса и пастбища на западе, каменистые берега и скалы на севере, вновь леса на северо-востоке, засушливые районы с травой в северной части и возвышенности вдоль северо-восточной части с пятью-шестью вершинами, слегка покрытыми травой.
К острову примыкают небольшие островки, расположенные на юго-западе и северо-востоке. Остров также имеет несколько небольших полуостровов на восточной оконечности. Остров Порту-Санту выделяется в архипелаге своим песочным пляжем длиной 9 км, в то время как на Мадейре песчаных пляжей практически нет, за редкими небольшими исключениями, как, например, в Кальете.

## Климат
| Показатель | Янв. | Фев. | Март | Апр. | Май  | Июнь | Июль | Авг. | Сен. | Окт. | Нояб. | Дек. | Год   |
| --- | ---- | ---- | ---- | ---- | ---- | ---- | ---- | ---- | ---- | ---- | ----- | ---- | ----- |
| Средний максимум, °C | 18,0 | 18,0 | 19,0 | 19,5 | 21,0 | 22,1 | 24,0 | 25,0 | 25,0 | 23,2 | 21,0  | 19,2 | 21,1  |
| Средний минимум, °C | 13,2 | 13,1 | 13,3 | 14,0 | 15,1 | 17,1 | 19,0 | 20,0 | 20,0 | 18,1 | 16,2  | 14,4 | 16,1  |
| Норма осадков, мм | 48,7 | 40,2 | 31,2 | 23,5 | 14,0 | 7,0  | 3,2  | 4,0  | 23,7 | 39,9 | 50,0  | 69,9 | 361,3 |
| Источник: World Meteorological Organization (UN), Instituto de Meteorologia, Normais Climatológicas do Porto Santo (1971-2000). |      |      |      |      |      |      |      |      |      |      |       |      |       |

## История
Официальное открытие острова Порту-Санту произошло в 1419 году во время путешествия капитанов Инфанта Генриха Мореплавателя — Жуана Гонсалвеша Зарку и Тристана Ваш Тейшейры. В следующем, 1419 году Энрике Мореплаватель отправил на Порту-Санту два корабля под командой Зарку и Тейшейры с колонистами, которых возглавлял Барталомеу Перештреллу.
Остров получил в дар Барталомеу Перештреллу, получивший дарственное письмо в ноябре 1445 года. Имя Порту-Санту (Святой Порт) изначально было дано бухте, которая послужила укрытием для путешественников во время настигнувшего их шторма.
В первые века заселения развитие острова сталкивалось с некоторыми трудностями в связи с нехваткой воды и нападениями алжирских и французских пиратов.
Открытия Порту-Санту и Мадейры были впервые описаны Гомишом Ианишом ди Зурара в Chronica da Descoberta e Conquista da Guiné.
На острове находятся военно-воздушная и военно-морская база Португалии. В 1981 году было принято решение о модернизации этих военных баз с целью обеспечения возможности их использования силами быстрого реагирования США.

## Туризм

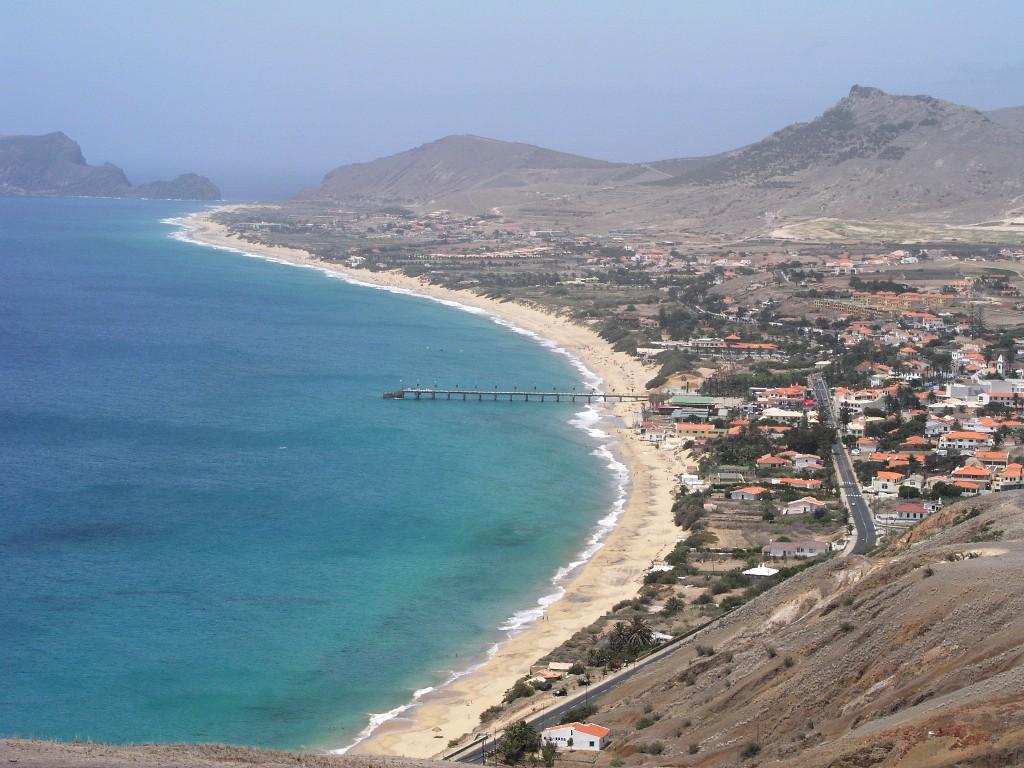
9-километровый пляж Порту-Санту.

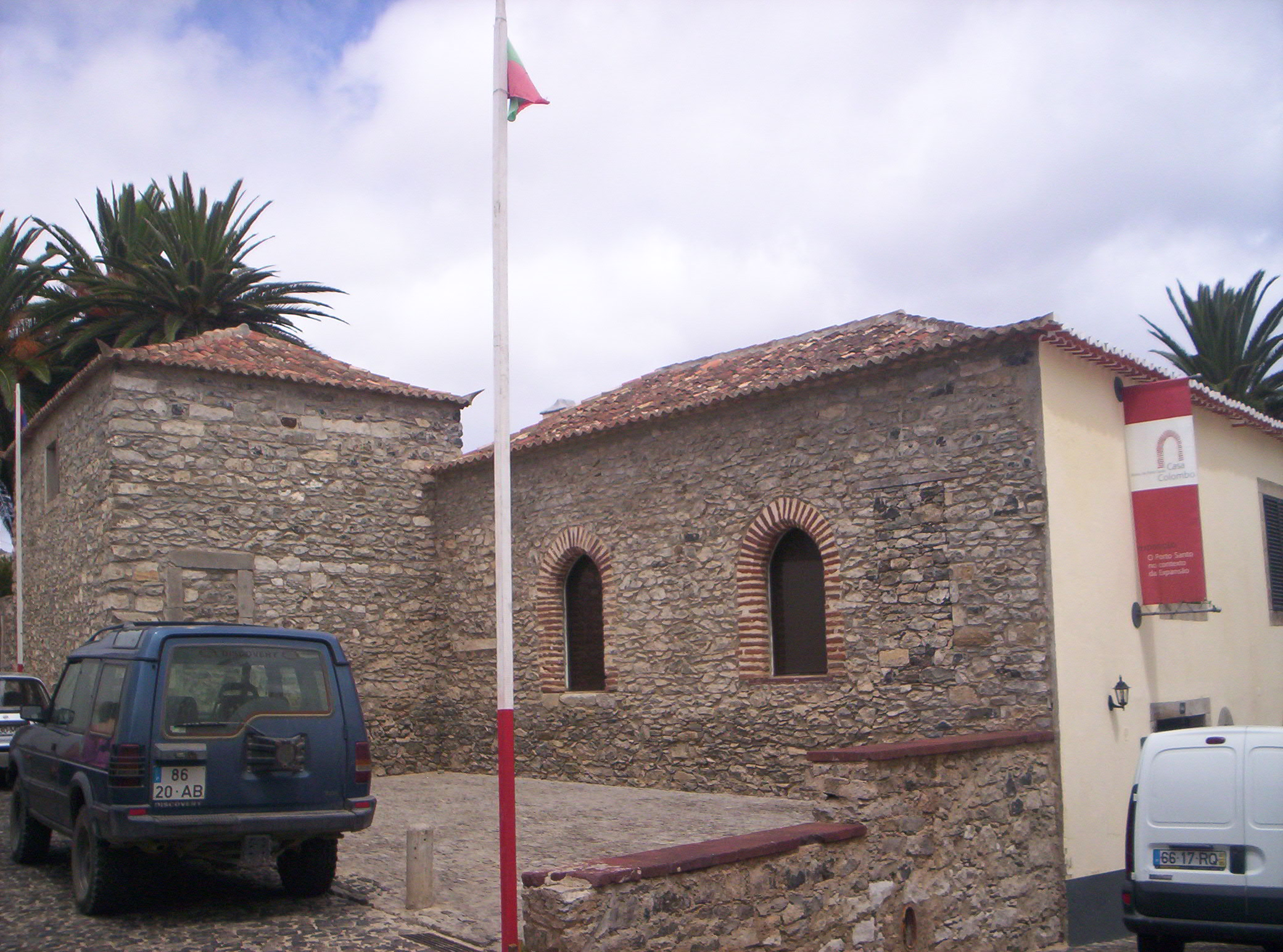
Дом Христофора Колумба в Порту-Санту.

9-километровый песчаный пляж является основной целью туристов, прибывающих на остров.
На Порту-Санту одно время жил Христофор Колумб, женившийся на дочери местного губернатора. Его дом сегодня является музеем с постоянно действующей выставкой, описывающей его семью и жизнь в Порту-Санту, а также — с временными экспозициями на различные темы искусства.
Многие высококачественные отели были построены уже в 2000-е годы, что демонстрирует устойчивый рост интереса к острову и его природным и культурным особенностям.
Несмотря на свой небольшой размер, остров Порту-Санту имеет все необходимые для проживания учреждения, такие как школы, лицей, гимназия, церкви, Конгресс-Центр, музеи, торговые центры, бары, гостиницы и рестораны.

## Аэропорт Порту-Санту
Из аэропорта Порту-Санту (PXO) осуществляются как внутренние, так, иногда, и международные рейсы.
Самые частые направления полётов:
- Остров Мадейра / Фуншал (FNC);
- Азорские острова / Понта-Делгада (PDL).

А также на материк:
- Лиссабон (LIS);
- Порту (OPO);
- Фару (FAO).

Также есть несколько чартерных рейсов в Великобританию, Италию, Германию, Францию и Испанию.